# Індекс Кіра-Гола
Індекс Кіра-Гола (рос. индекс Кира-Холла, англ. Kier-Hall index) — топологічний дескриптор, який відображає наявну сукупність зв'язків між атомами у молекулярній частинці без врахування їх розташування у просторі або з врахуванням цього. Молекула розглядається як сума певним чином закодованих зв'язків, що сполучають відповідні пари атомів. Таких індексів є певна група, до якої входить зокрема Cij, що визначається наступним чином: Cij= (δi δj)−0.5,
де δ i та δ j — кількість атомів інших, ніж атом Н, сполучених з атомами i та j, відповідно.
В основі використання таких індексів для опису топології молекул лежить теорія графів.